# República Árabe Unida
La República Árabe Unida (en árabe: ﺍﻟﺠﻤﻬﻮﺭﻳﺔ ﺍﻟﻌﺮﺑﻴﺔ ﺍﻟﻤﺘﺤﺪﺓ‎, romanizado: al-Jumhūriyyah al-'Arabīyah al-Muttaḥidah) fue el Estado que nació de la unión entre Egipto y Siria entre 1958 y 1961. Con posterioridad, fue el nombre oficial que recibió el Estado egipcio, ya en solitario, hasta 1971.
La unión tuvo lugar a petición del gobierno sirio en 1958, pero, pasados tres años, en 1961, se deshizo tras un golpe de Estado por parte del estamento militar sirio. La unión se alcanzó, principalmente, como consecuencia del liderazgo del presidente egipcio Gamal Abdel Nasser y su voluntad de crear una gran unión entre todos los países árabes, en el contexto del panarabismo emergente. De hecho, una breve confederación entre la República Árabe Unida y el Reino Mutawakkilita de Yemen dio lugar a los Estados Árabes Unidos, que desaparecieron a la par que la unión formada entre Egipto y Siria.

## Símbolos nacionales
La bandera de la RAU estaba inspirada en la Bandera Árabe de Liberación de la Revolución egipcia de 1952, con dos estrellas en la parte central blanca, que representan los Estados de la RAU, Egipto y Siria. Conviene señalar que desde 1980 la bandera de la RAU ha sido la bandera oficial de Siria.
En el mismo contexto simbólico, Irak adoptó en 1963 la misma bandera pero con tres estrellas en la parte central como expreso deseo de formar parte de la ya, por entonces, extinta RAU. 
En la actualidad, las banderas de Egipto, Sudán y Yemen, están inspiradas en la Bandera de Liberación, con banda tricolor en rojo, blanco y negro. El origen egipcio de los colores sería el siguiente: el rojo representaría la propia revolución de 1952 y el negro el periodo de opresión colonial británica.
El emblema de la RAU era el Águila de Saladino, sobresaltado en el centro, un escudo con los colores de la bandera de la República. Por último, el águila agarraba una cinta con la inscripción en árabe de la República Árabe Unida (ﺍﻟﺠﻤﻬﻮﺭﻳﺔ ﺍﻟﻌﺮﺑﻴﺔ ﺍﻟﻤﺘﺤﺪﺓ).

## Datos geográficos y de población
La RAU comprendía dos regiones: la Región del Norte (Siria), con una superficie de 184.479 km² y una población, en 1958, de 4.401.992 habitantes; la superficie de la Región Sur (Egipto) era 994.300 km². y su población, en 1958, 25.600.321 habitantes. En total eran 1.178.779 km² y 30.002.313 habitantes.

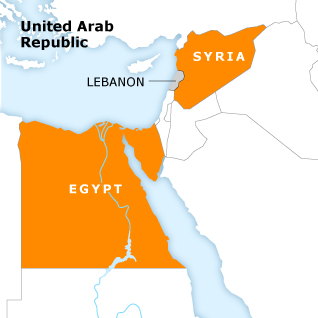
Mapa de la RAU

## Historia

### Contexto preliminar
La falta de financiación para construir la presa de Asuán, condujo a Nasser a nacionalizar el canal de Suez el 26 de julio de 1956. Esta decisión, generó rechazo en Gran Bretaña, Francia e Israel. Para Gran Bretaña, el canal era muy importante para el transporte de su petróleo, también para Francia, aunque en menor medida. Gran Bretaña se sintió engañada porque estaba convencida de que, mientras Nasser firmaba el acuerdo de liquidación con  Anthony Eden, ya tenía planeada la nacionalización. Francia también se sentía molesta por la ayuda de Nasser a los independentistas argelinos. Por su parte, Israel estaba preocupada por la popularidad de Nasser en la región y sus compras de armas.
Tras la convocatoria de una Conferencia Internacional a la que no asistió Nasser, el 13 de octubre de 1956 el Consejo de seguridad de la ONU emitió la resolución 118, que fijaba las condiciones que debía incluir la resolución pacífica de la disputa. Pese a esto, los tres países lanzaron un ataque contra Egipto (la guerra del Sinaí o crisis de Suez), que duró nueve días, desde el 29 de octubre al 7 de noviembre, al cabo de los cuales habían ocupado la totalidad de la península del Sinaí, y la ciudad de Port Said. La respuesta del presidente Nasser fue inutilizar el canal hundiendo unos 40 barcos mercantes.  
El Consejo de Seguridad  no fue capaz de llegar a un acuerdo por los vetos de Gran Bretaña y Francia. Fue resuelta mediante las resoluciones 997 a la 1003 durante la primera Sesión Especial de Emergencia de la Asamblea General de las Naciones Unidas, convocada entre el 1 y el 9 de noviembre. Este organismo decidió que las potencias extranjeras debían abandonar territorio egipcio y que se establecería una fuerza de interposición entre Egipto e Israel. 
En marzo de 1957, los israelíes evacuaron completamente la península del Sinaí y Egipto recuperó su integridad territorial.

El 5 de enero de 1957, el presidente estadounidense Eisenhower, había expuesto en el Congreso la doctrina con respecto los países árabes. Proponía una acción que:
... autorizaría a Estados Unidos a cooperar y ayudar a cualquier nación o grupo de naciones de la zona general de Oriente Medio en el desarrollo de fortaleza económica dedicada al mantenimiento de la independencia nacional.
...autorizaría al ejecutivo a emprender en la misma región programas de asistencia militar y cooperación con cualquier nación o grupo de naciones que deseen dicha ayuda.
...autorizaría que dicha asistencia y cooperación incluyera el empleo de las fuerzas armadas de los Estados Unidos para asegurar y proteger la integridad territorial y la independencia política de estos países.

... autorizar al presidente a emplear, para fines económicos y de defensa militar, los importes disponibles según la ley de Defensa Mútua de 1954 
Así, Estados Unidos pasaría a ocupar el papel de poder e influencia que previamente tenían en la zona Reino Unido y Francia. 
Nasser, que no ganó la guerra pero sí la paz, salió del conflicto como héroe del pueblo y líder indiscutible de los países árabes. Esto incrementó el prestigio que ya tenía entre los defensores del panarabismo por su actuación en el conflicto con Iraq en lo relativo al Pacto de Bagdad,  su papel en la Conferencia de Bandung y por la compra de armas a Checoslovaquia en 1955. 

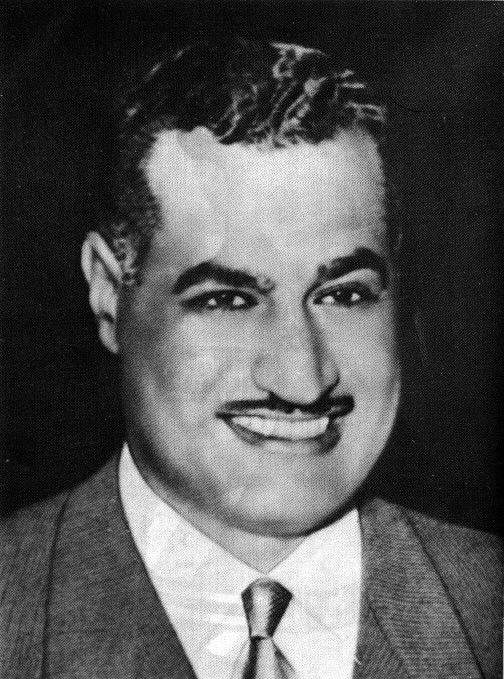
Presidente Nasser.

El presidente Nasser comprendió que la actitud norteamericana era aislacionista hacia Egipto. La pretensión estadounidense era posicionar al rey Saud de Arabia como líder de la corriente anticolonialista. Por ello, los Estados Unidos se aproximaron con fuerza tanto a Arabia Saudí como Jordania, haciendo que ambas dinastías regías también se aproximaran. En este complejo tablero, la URSS apoyó claramente la causa nacionalista tanto siria como egipcia, hasta que se unieron en la RAU. A partir de ese momento, la URSS solo apoyaría a los partidos comunistas de ambas naciones. 

#### Antecedentes en Siria
Por el lado sirio, desde su independencia, el 17 de abril de 1946, sufrió una sucesión de golpes de Estado. Hasta 1954 los partidos de izquierda no cobraron un cierto protagonismo político. El presidente Kuwatly llegaría al poder tras el golpe de Estado de febrero de 1954 que expulsó a Adib Shishakli. Al constituirse un Parlamento en Siria, tanto el Baaz como el Partido Comunista alcanzarían pleno protagonismo y desde ese momento, será una marcada línea política el intento de unión con Egipto.
Conviene resaltar que Siria fue, posiblemente, la potencia árabe más perjudicada tras la guerra árabe-israelí de 1948. Por este motivo sufrirá un constante aislamiento político. Por otro lado, tras el Pacto de Bagdad, los países que rodean a Siria (Líbano y Jordania) apoyarán claramente a Occidente, aumentando así el aislamiento sirio. El nivel de radicalización de la izquierda siria irá en aumento, y su aproximación a la URSS es cada vez más clara, recibiendo ayuda económica, técnica y militar soviética.
El panorama geopolítico no era muy halagüeño para Egipto y Siria, que se vieron paulatinamente más aislados. De forma clara, el 3 de enero de 1957, el gobierno sirio pronuncia su total empeño por unirse con Egipto. De hecho, ante la amenazante presencia de fuerzas armadas estadounidenses en Turquía, el presidente sirio Kouatly, solicitó apoyo a su homólogo egipcio. Nasser aceptó, principalmente, por no perder protagonismo y evitar así un apoyo directo de la URSS a Siria.
El origen final de la unión entre sirios y egipcios tiene dos causas principales: las continuas presiones turcas y estadounidenses y el complot denunciado por las Fuerzas Armadas, que pretendía reponer en el poder a Adib Shishakli.
La unión nace con un problema por la diferencia estrutural entre las élites egipcias, configuradas de forma piramidal, con un grupo pequeño de oficiales en la cúspide y las elites sirias compuestas por varios grupos heterogéneos que compiten entre sí.

### Creación de la RAU
Ante la presión de los países vecinos, apoyados por Estados Unidos, el 28 de enero de 1958, el presidente sirio Kouatly se traslada junto con su gobierno a El Cairo. La propuesta siria para el presidente Nasser es una unión entre ambos países bajo el liderazgo del propio Nasser.

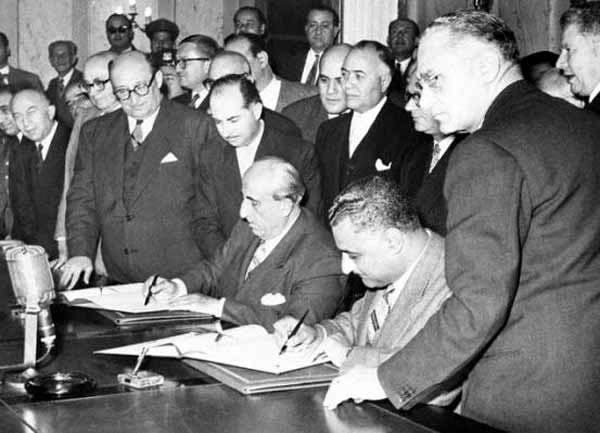
Firma de la creación de la RAU, entre Nasser y Kouatly, 31 de enero de 1958

A los tres días de la llegada de la comitiva, el 31 de enero de 1958 nacerá la República Árabe Unida. A pesar de que pudiera ser un mero trámite de cara a la opinión internacional, la unión de ambos países fue sometida a referéndum. El 21 de febrero de 1958 este referéndum se realizaría junto a un plebiscito simultáneo en Egipto. La consulta tenía dos preguntas:
1. La Formación de la RAU: que fue aprobada por el 100% de los votantes (1.312.998 ), obteniendo solo 139 en contra.
2. Gamal Abdel Nasser como presidente: que fue aprobado por el 100% de los votantes, obteniendo solo 190 en contra.

La nueva República Árabe es una realidad y el entusiasmo de la población alcanza cotas inéditas. Siria se siente satisfecha a pesar de haber renunciado a su autonomía, con ello el gran Estado árabe del siglo XX parece ser un hecho. Como consecuencia de esta ola de entusiasmo, en marzo de ese mismo año, el Yemen dirigido por el Imam Ahmed llegará a un acuerdo federal con la RAU, naciendo así los Estados Árabes Unidos.

### Existencia
En el mismo momento que nace la RAU, en el tablero regional los países se posicionan a su favor o contra la influencia o proximidad a los dos grandes bloques del momento, Estados Unidos y la URSS. Una consecuencia inmediata será la Unión Árabe, que será creada al unirse Irak y Jordania. Sus dirigentes, Hussein y Feisal (emparentados genealógicamente, son primos) decidirán unirse ante la amenaza antimonárquica que supone Nasser. Sin embargo, ese mismo verano, una sublevación militar puso fin a la monarquía en Bagdad, proclamándose la República y que reconoció a la RAU. Paradójicamente, Abdul Karim Qásim (oficial artífice del fin de la monarquía) abandonará la Unión Árabe pero tampoco se unirá a la RAU.
En este contexto, Nasser consideró otras potencias que pudieran ser influenciadas para unirse a la gran unión árabe. A esperas de que Irak fuera decidiéndose, se centró en Líbano, las potencias occidentales se pusieron a la defensiva ante lo que consideraban una gran amenaza y desmesurada expansión prosoviética. Por ello, fuerzas británicas desembarcarán en Ammam y fuerzas estadounidenses en el Líbano.
La persistencia de Nasser por introducir un amplio cambio social y económico en Siria se centró en cambiar la estructura política. Esto se vio materializado cuando promulgó los decretos de nacionalización en 1961, sin tener en cuenta la posición del ministro de economía sirio. La centralización del Gobierno de la RAU se estableció tras dos congresos regionales, en El Cairo y en Damasco,  y un decreto de Nasser, del 17 de junio, que oficializó las líneas del sistema. Con esto se creó una Asamblea general de la RAU, cuyos asambleístas, 400 de la provincia del Sur y 200 de la provincia del Norte, pertenecían a la Unión Nacional, y un Congreso General de la Unión Nacional. Los Congresos proponían planes y la Asamblea los llevaba a la legislación. El objetivo era suprimir los restos de los enormes desniveles de clases sociales que existían antes de 1952. 
Aquí surgirá el principal problema y la gran contradicción que dinamitaría la RAU: en Egipto el poder estaba en manos de las fuerzas armadas y los civiles ejercían un papel secundario; en Siria, por el contrario, los civiles del ilegalizado partido Baaz ostentaban el poder de facto.
Muchas de las medias tomadas en 1961 causaron rechazo en Siria, pero también había quejas por lo que consideraban un injusto reparto de los puestos de poder en la administración civil y militar, y por la impopularidad de la actuación del aparato de represión, liderado por Abd al-Hamid Sarraj, firme partidario de Nasser. Para resolver las quejas, Nasser envió a  Abd al-Hakim Amir, comandante en jefe del ejército egipcio, y amigo personal.  Era una persona popular entre los militares, pero poco capacitado para resolver problemas. En esta misión, no tuvo una relación constructiva con Sarraj y esto dificultó las tenttivas de arreglo de la sublevación del ejército sírio. 

### Colapso
En un principio, la URSS dio la bienvenida a la RAU. Por el contrario, el posible enlace con Irak ya no era de su agrado. De esa forma, sus apoyos externos menguaron notablemente, pero sería en la política interna donde empezaría a desvanecerse la RAU.
Entre Egipto y Siria, como sucede entre otras naciones árabes, las diferencias lingüísticas, religiosas o culturales son inexistentes. Pero a pesar de ello, la intención de Nasser de perpetuarse en el poder, el miedo a la conspiración y la tendencia a formas totalitarias no eran bien vistos por el pueblo sirio. El 28 de septiembre de 1961, el ejército sirio se hizo con el poder y provocó la salida de Siria de la RAU.

### Período posterior
Como se señaló anteriormente, el fin de la RAU supuso el cambio de periodo del nacionalismo árabe al socialismo árabe. Tras cinco días, el 3 de octubre, el presidente egipcio se dirigirá a su pueblo en estos términos:
«Hemos cometido muchos errores y tenemos el valor de reconocerlos… Hemos pactado con los reaccionarios y hemos bloqueado la unión popular, abriendo las puertas a la reacción imperialista antiárabe». 
Desde ese momento se trazaban las líneas del nuevo proyecto de república: «La revolución social deberá erradicar todas las secuelas del antiguo régimen y deberá seguir su curso sin que nadie la pueda detener; se formarán grupos de resistencia popular y se constituirá una guardia nacional de campesinos y obreros».
Entre los puntos del nuevo programa político, se destacaba:
- Rechazo a la dictadura del proletariado.
- Aceptación, como realidad viviente, del principio de lucha de clases; sin embargo, la paz entre las clases sociales era considerada elemento fundamental.
- Proclamación de una «democracia sana», no de corte occidental, sino materializando las aspiraciones del pueblo árabe.

Con todo lo señalado, Egipto no aceptaría más la unión de ningún otro país, excepto si este estaba totalmente limpio de «reaccionarismo y feudalismo». A partir de aquí, la idea unionista desaparecerá para dejar paso a intentos de integración política más eficaces. Nasser influyó en un golpe de Estado en Iraq (Mossul y Kirkuk), contra Qasim. Esta maniobra le granjeo un importante distanciamiento de la URSS y una pérdida de liderazgo e influencia en Irak difícilmente recuperables.
De hecho, al caer Qasim, se llegaría a una unión federal entre Egipto, Siria e Irak.
Durante su corta existencia, la RAU participó en los Juegos Olímpicos de Roma (1960) en los que, pese a su precariedad y situación económica que no posibilitó una buena preparación, consiguió una medalla de plata y dos de bronce.